# Distanță focală
Distanța focală a unui sistem optic este o măsură a puterii de convergență sau divergență a luminii de către acel sistem. Pentru un sistem optic în aer, ea este distanța la care un fascicul colimat este focalizat. Un sistem cu o distanță focală mai scurtă are o putere de deviație optică mai mare decât unul cu distanță focală mai lungă; cu alte cuvinte, el deviază razele mai puternic (cu un unghi mai mare), focalizându-le la o distanță mai scurtă.

## Formulă

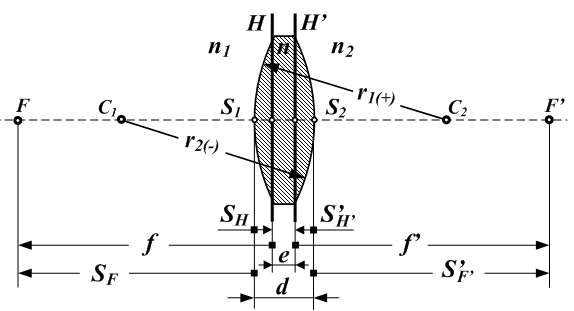
Lentilă groasă.

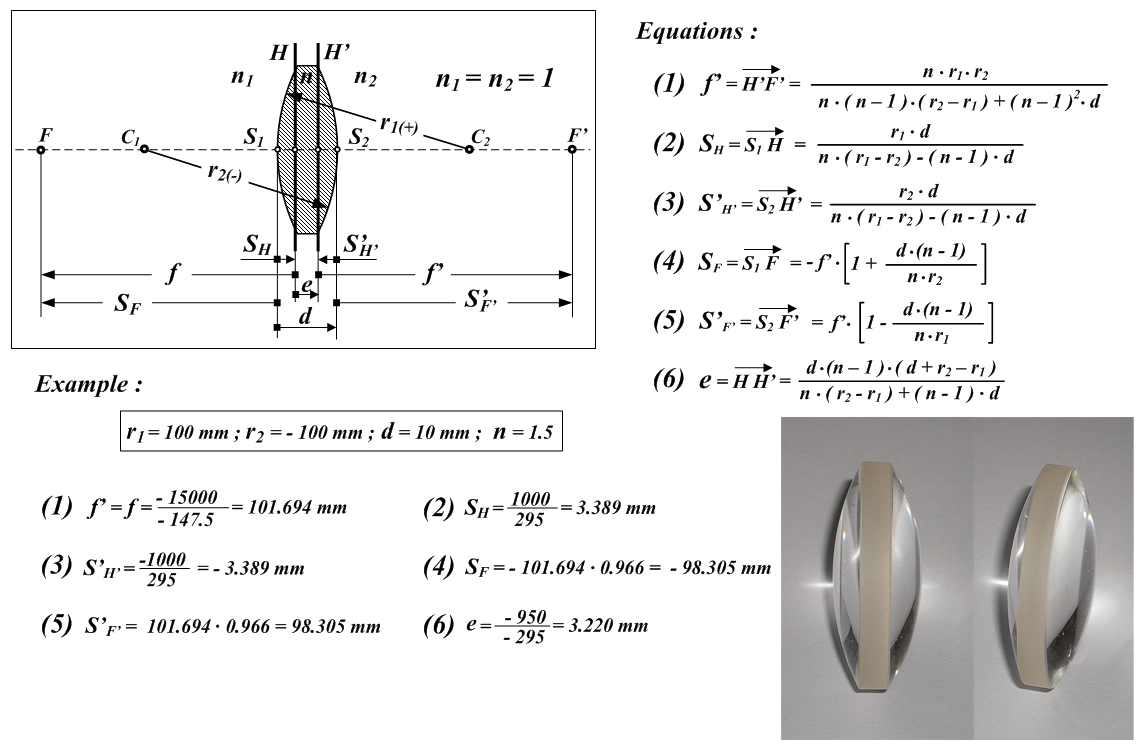
Calcularea punctelor cardinale ale unei lentile groase.

Pentru o lentilă de grosime d expresia este
{\displaystyle {\frac {1}{f}}=(n-1)\left[{\frac {1}{R_{1}}}-{\frac {1}{R_{2}}}+{\frac {(n-1)d}{nR_{1}R_{2}}}\right]}
unde n e indicele de refracție al materialului lentilei,
iar pentru o lentilă subțire (d→0) expresia este
{\displaystyle {\frac {1}{f}}=(n-1)\left[{\frac {1}{R_{1}}}-{\frac {1}{R_{2}}}\right]}